# São Sebastião do Caí

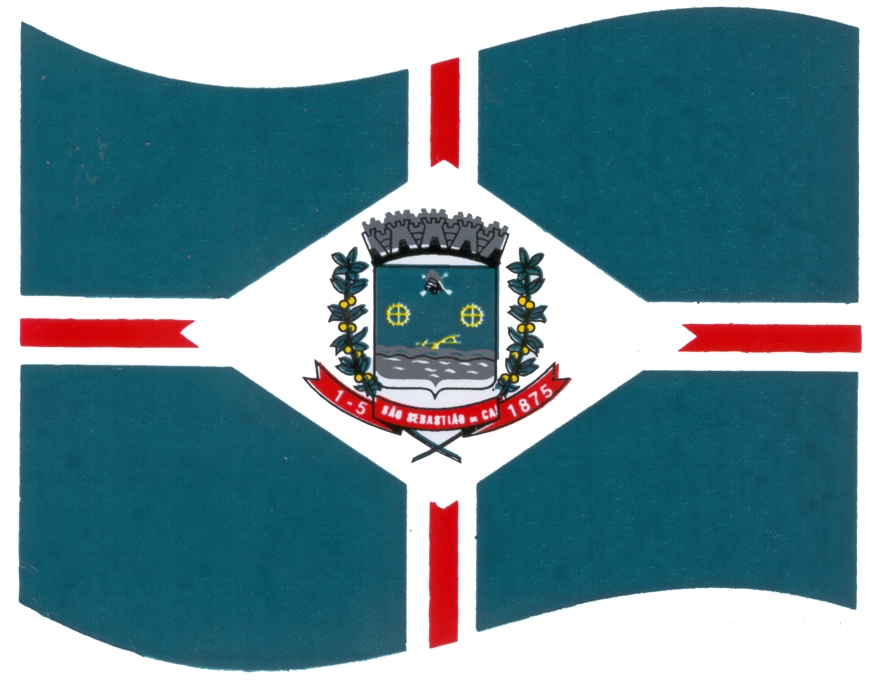
Bandera de São Sebastião do Caí.

São Sebastião do Caí es un municipio brasileño del estado de Rio Grande do Sul.
Se encuentra ubicado a una latitud de 29º35'12" Sur y una longitud de 51º22'32" Oeste, estando a una altitud de 17 metros sobre el nivel del mar. Su población estimada para el año 2004 era de 21.431 habitantes.
Ocupa una superficie de 114,14 km².
- Datos: Q1750236
- Multimedia: São Sebastião do Caí / Q1750236